# Hans Aerts
Hans Aerts (* 1977 in Borgerhout, Antwerpen) ist ein belgischer Musiktheoretiker und Professor an der Hochschule für Musik Freiburg. Seit 2024 ist er Präsident der Gesellschaft für Musiktheorie (GMTH).

## Leben
Aerts absolvierte zunächst ein Studium der Musikwissenschaft an der Katholischen Universität Leuven und der Technischen Universität Berlin. Es folgte ein Studium der Musiktheorie und Gehörbildung an der Universität der Künste Berlin. 2022 wurde er an der Hochschule für Musik Freiburg mit einer Arbeit über die ›Schule‹ des Leonardo Leo und die Musikausbildung in Neapel im 18. Jahrhundert promoviert.
Seine Lehrtätigkeit begann Aerts in Berlin, wo er von 2000 bis 2010 an der Universität der Künste und an zwei Musikschulen unterrichtete. Ab 2010 war er als Dozent für Musiktheorie an der Hochschule für Musik Freiburg sowie von 2013 bis 2017 als Wissenschaftlicher Mitarbeiter am Musikwissenschaftlichen Seminar der Albert-Ludwigs-Universität Freiburg tätig. 2017 wurde er auf eine Professur an der Hochschule für Musik Freiburg berufen. Dort bekleidet er seit 2022 zudem das Amt des Prorektors für Lehre und Studium.
Neben seiner Vortragstätigkeit legte Aerts zahlreiche Veröffentlichungen zu musiktheoretischen, musikhistorischen und musikästhetischen Themen vor. Seit 2019 ist er Mitherausgeber der Zeitschrift der Gesellschaft für Musiktheorie (ZGMTH). Außerdem widmet er sich der Entwicklung von Lehr- und Lernmaterialien im Bereich der Musiktheorie.

## Veröffentlichungen (Auswahl)
- Die „Schule“ des Leonardo Leo (1694–1744). Studien zur Musikausbildung in Neapel im 18. Jahrhundert. Olms, Baden-Baden 2023 (Schriften der Hochschule für Musik Freiburg; 11), ISBN 978-3-487-16311-6.
- »Ohne diese Grundsätze kann kein Mensch die Verdoppelung im mehr als vierstimmigen Satze wissen« : Kirnberger und der Generalbass, in: »... weit schärfer und gründlicher nachgedacht ... «: Zur Musiktheorie Johann Philipp Kirnbergers, hg. von Immanuel Ott und Birger Petersen. Mainz 2023 (Schriften der Hochschule für Musik Mainz; 1), doi:10.25358/openscience-8741.
- Eine Lanze für die Zwei- und Dreistimmigkeit, in: Das Universalinstrument: »Angewandtes Klavierspiel« aus historischer und zeitgenössischer Perspektive, hg. von Philipp Teriete und Derek Remeš. Olms, Hildesheim 2020.
- Semidissonanzen. Ein Beitrag zur Didaktik der Harmonielehre, in: Zeitschrift der Gesellschaft für Musiktheorie 16/2 (2019), 29–50. doi:10.31751/1023
- ›Modell‹ und ›Topos‹ in der deutschsprachigen Musiktheorie seit Riemann, Zeitschrift der Gesellschaft für Musiktheorie 4/1–2 (2007), 143–158. doi:10.31751/250